# 托洛特
托洛特（西班牙語：Tolote），是巴拿馬的城鎮，位於該國西北部，由恩戈貝-布格雷特區的坎金圖區負責管轄，海拔高度2,044米，在2012年5月10日從彼德拉羅哈分出。